# オクヤマガラシ
オクヤマガラシ（奥山芥子、学名: Cardamine torrentis）は、アブラナ科タネツケバナ属の多年草。

## 特徴
根茎は長く這う。植物体の高さは20-60cmになり、茎は太く、基部では斜上するが上部は直立する。植物体全体が無毛または基部近くに毛が生える。根出葉は奇数羽状複葉で、小葉は5-9個あり、小葉は長さ1.5-4cm、幅1-3.5cmになり、卵形からやや円形で、縁に粗い歯牙が生じる。茎につく葉は互生し、長い葉柄があり、長さ5-12cm、小葉は5-9個あってほぼ同じ大きさになるか、頂小葉が少し長く、長さ1.5-4cm、幅1-3.5cmになり、卵円形から卵状楕円形で、先は鈍頭、基部に小葉柄がないか短い小葉柄があり、縁に波状の浅い歯牙がある。葉柄の基部に茎を抱く耳状の付属体はない。
花期は5-7月。茎先に総状花序をつけ、白色の十字形の4弁花を5-10個つける。花は大きく、花弁は長さ7-10mmになる。花柄は果時に開出する。雄蕊は6個、雌蕊は1個。果実は長角果でやや斜上してつき、長さ2.5-3.5cm、径1.5cmの線形になり、長角果の先端の残存花柱は急に狭くなり、柱頭になる。染色体数は2n=64の8倍体。

## 分布と生育環境
日本固有種。本州の福島県南部から中部地方、四国の徳島県、九州の熊本県と宮崎県に分布し、山地帯から亜高山帯の渓流の淵や水湿地に生育する。四国と九州に産するものは別種とする見解もある。

## 名前の由来
和名オクヤマガラシは、「奥山芥子」の意。種小名（種形容語）torrentis は、「急流の」の意味で、生育環境を示したものである。長野県上高地梓川の急流沿いで中井猛之進が採集したものがタイプ標本とされた。

## 記載
オクヤマガラシ Cardamine torrentis は、中井猛之進(1928) による記載。中井は初め、本種を1928年刊の『植物学雑誌』第42巻第493号に C. nipponica Nakai と記載したが、C. nipponica は、1875年にミヤマタネツケバナ C. nipponica Franch. et Sav. (1875) につけられた学名であるため、同年刊の『植物学雑誌』第42巻第502号において C. torrentis Nakai に訂正された。

## 分類
原寛 (1938) は、宮崎県高千穂峡で採集された標本をもとに、タカチホガラシ C. kiusiana を記載した。オクヤマガラシ C. torrentis と比較して、花が大きいこと、側小葉に小葉柄があることで区別できるとした。しかし、米倉浩司 (2017) は、『改訂新版 日本の野生植物 4』において、「四国と九州のものをタカチホガラシ C. kiusiana H.Hara として区別する説もあるが，変異は連続的で区別できない (Lihová et al.〈Australian Syst. Bot.〉23: 94-111, 2010)。」としており、YList では、オクヤマガラシ C. torrentis のシノニムとされている。
これに対し、矢原徹一 (2020) は、タカチホガラシを独立種として扱っている。また、環境省レッドデータブックでは、タカチホガラシ C. kiusiana を絶滅危惧II類(VU)として選定し、次の各県ではそれぞれ次のように選定している。徳島県-絶滅危惧I類(EN)、熊本県-絶滅危惧IA類(CR)、宮崎県-絶滅危惧IA類(CR-r,g,d)。

## 種の保全状況評価
国（環境省）のレッドデータブック、レッドリストでの選定はない。都道府県のレッドデータ、レッドリストの選定状況は次の通り。秋田県-絶滅危惧IB類(EN)、福島県-情報不足(DD)。

## ギャラリー

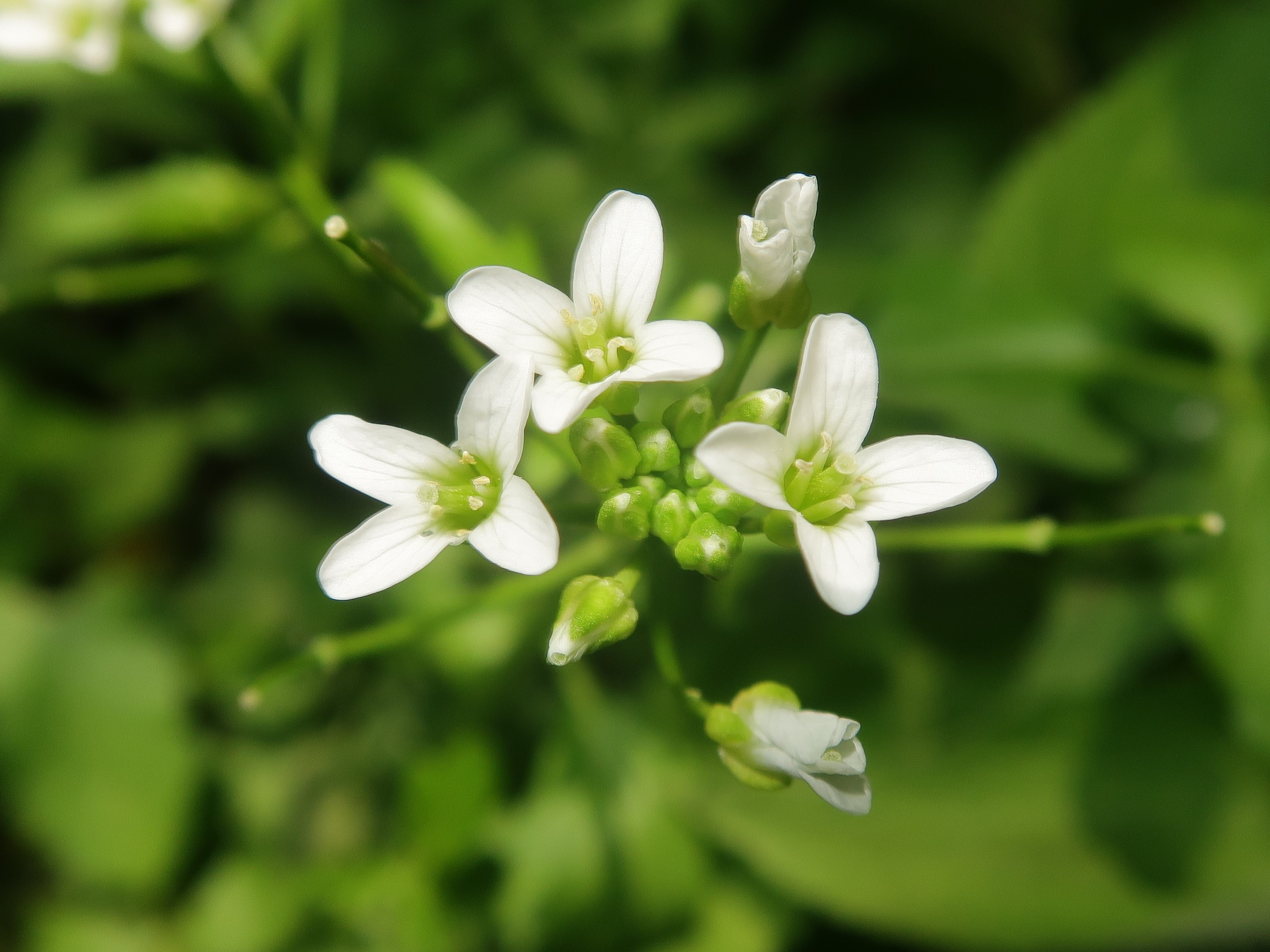
花は大きく、白色の十字形の4弁花を5-10個つける。
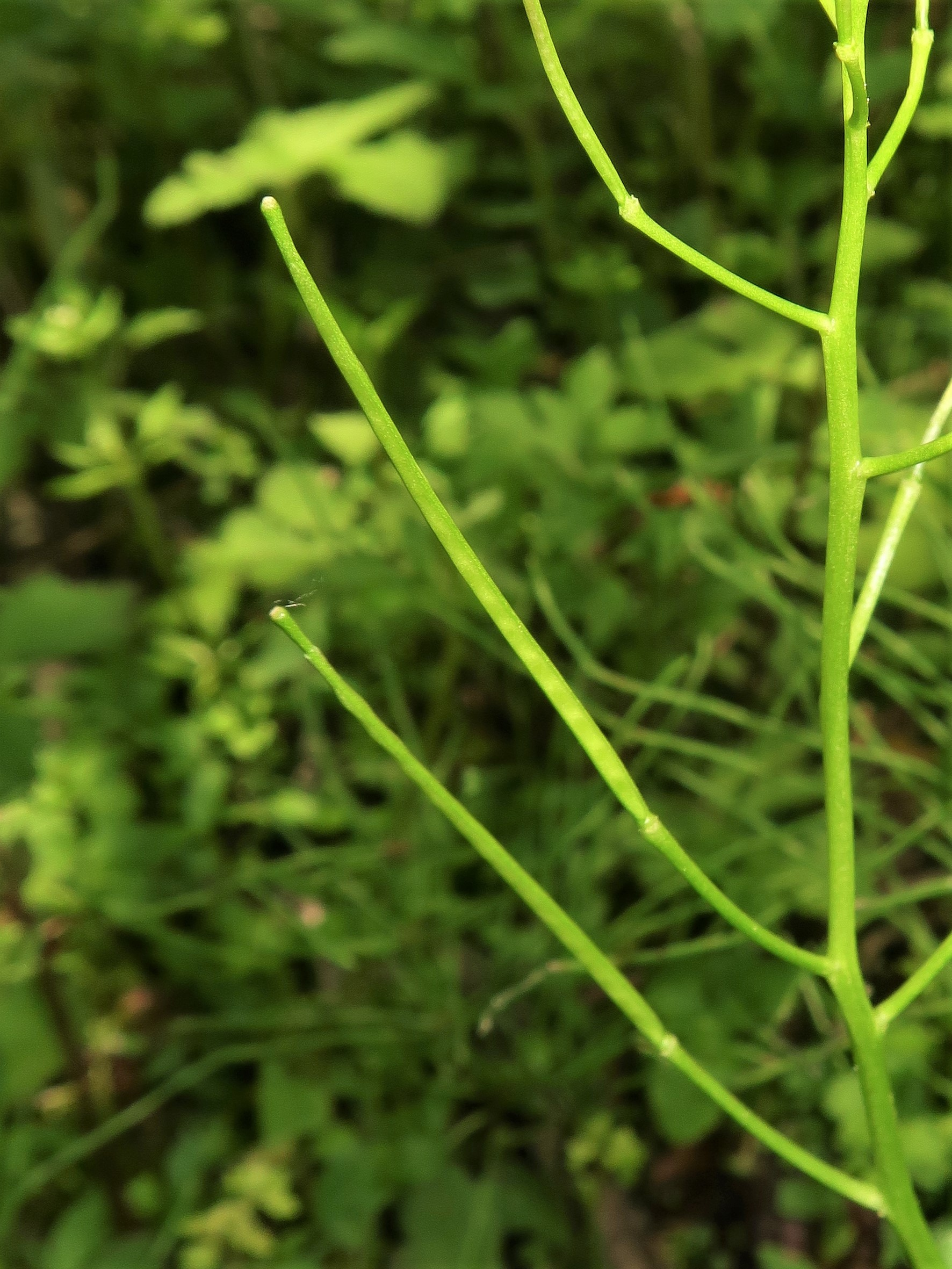
果実は長角果でやや斜上してつき、線形になり、長角果の先端の残存花柱は急に狭くなり、柱頭になる。
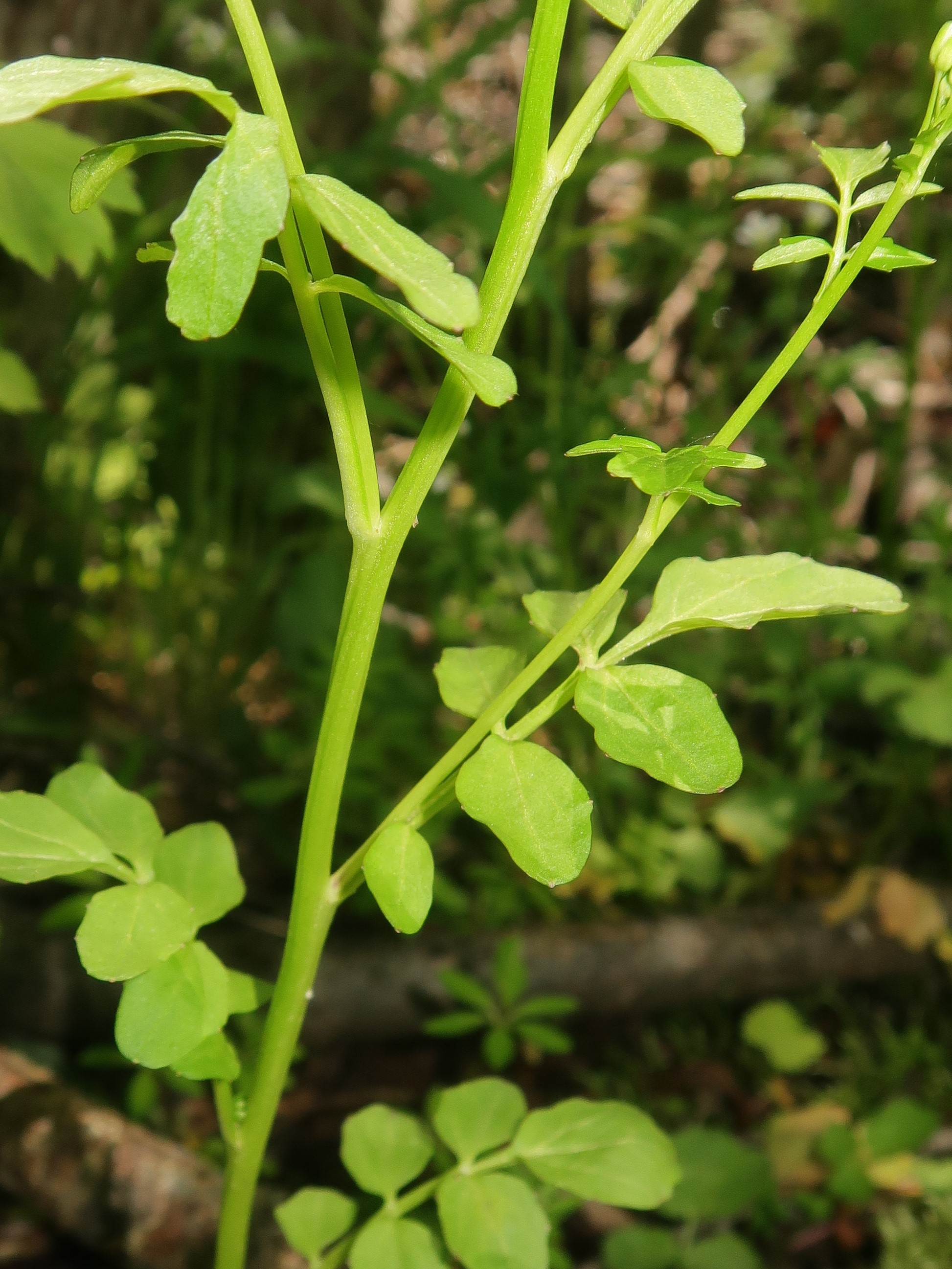
茎、葉は無毛。茎葉の葉柄の基部に茎を抱く耳状の付属体はない
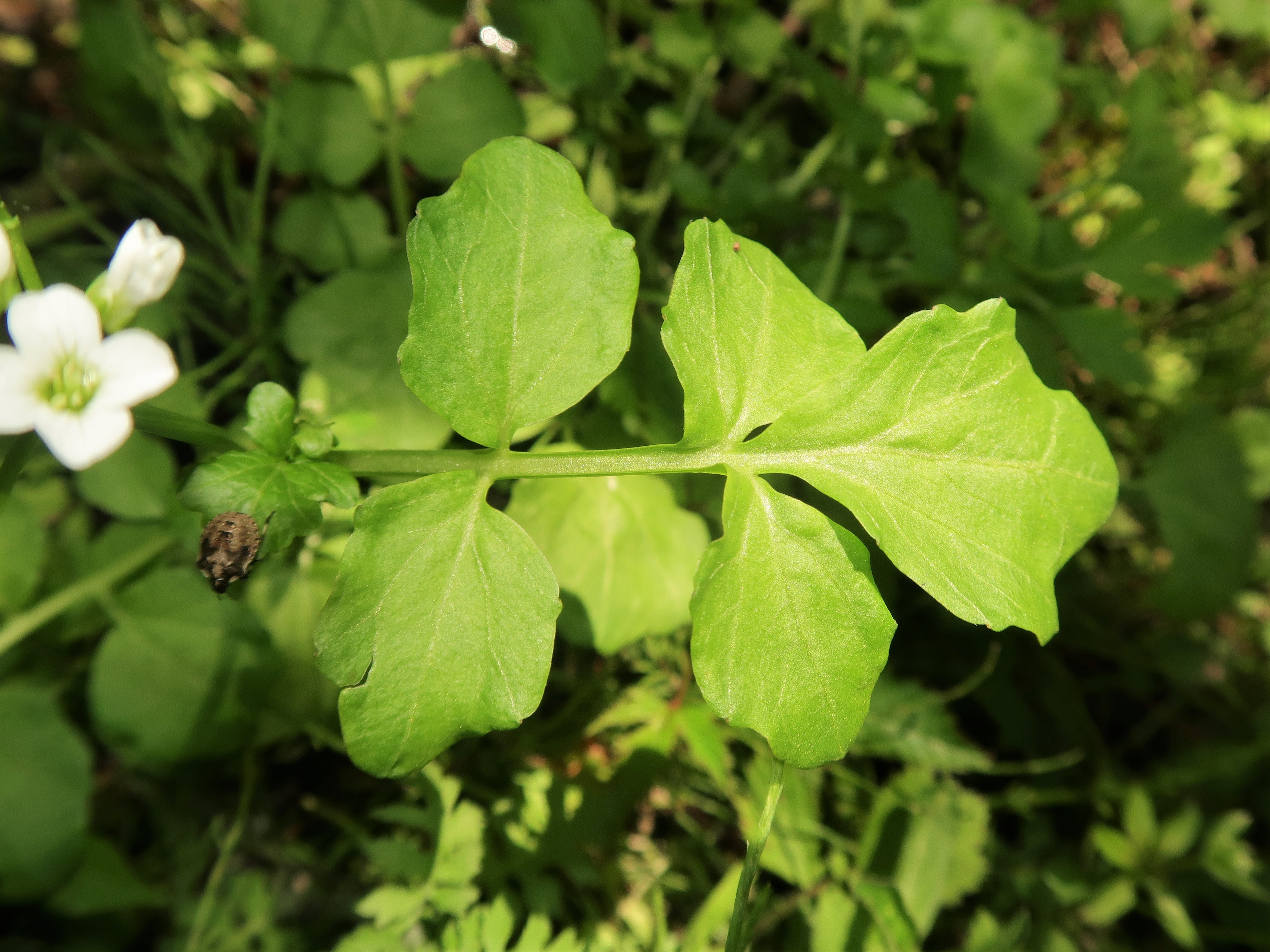
小葉はほぼ同じ大きさになるか、頂小葉が少し長く、卵円形から卵状楕円形で、先は鈍頭、基部に小葉柄がないか短い小葉柄があり、縁に波状の浅い歯牙がある。
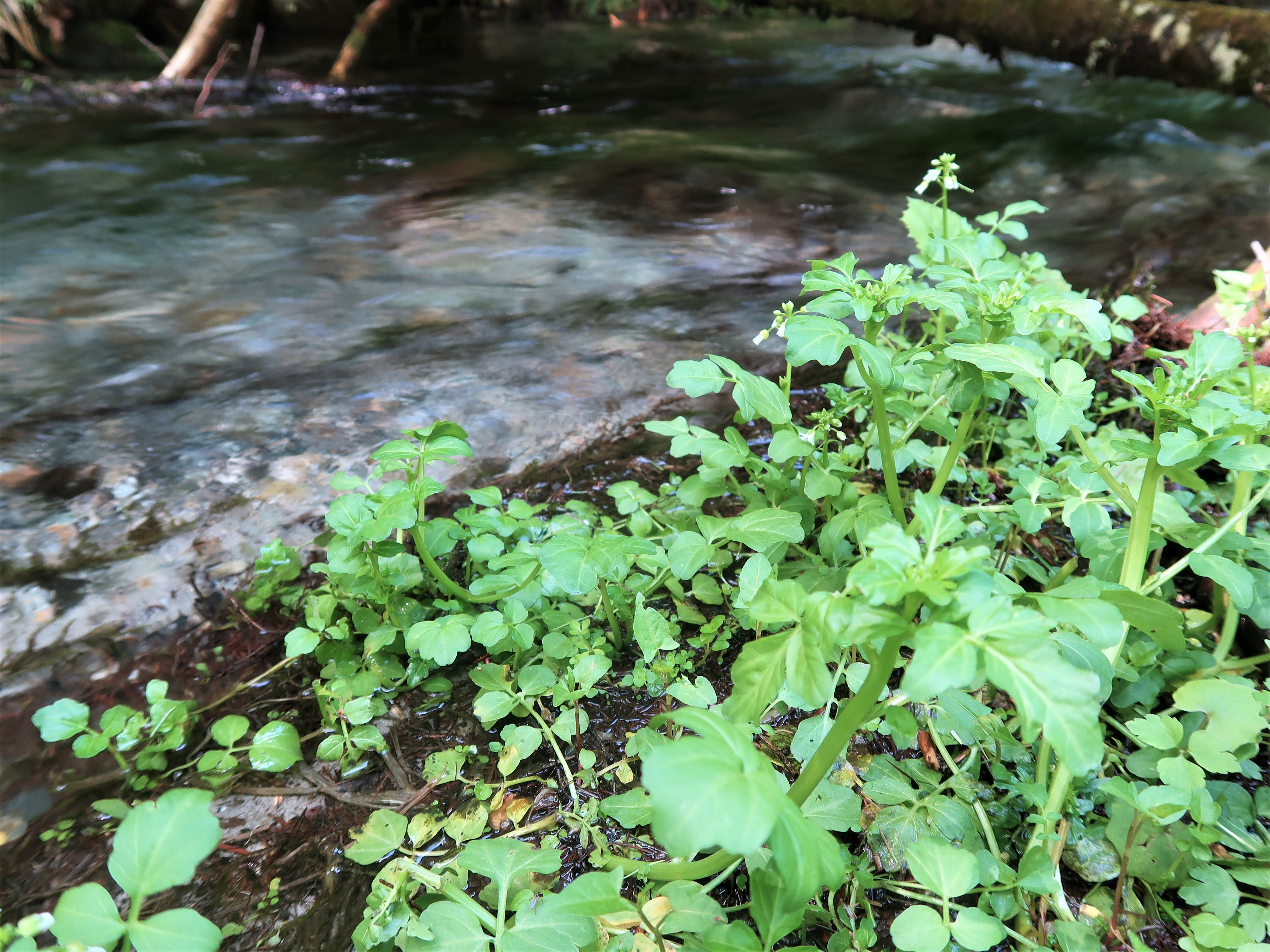
生育環境。渓流のふちに生える。